# Bacolod-Kalawi
Bacolod-Kalawi est une localité de la province de Lanao du Sud, aux Philippines. En 2015, elle compte 20 841 habitants.